# 合约阶梯赛 (2020年)
《合约阶梯赛》（英語：Money in the Bank）是即将播出的职业摔角按次付费电视与世界摔角娛樂電視網赛事，由世界摔角娱乐（WWE）为旗下的Raw和SmackDown两大品牌部门制作。节目定于2020年5月10日在WWE表演中心举行，将是公事包大戰系列的第11场比赛。
比赛原计划在马里兰州巴尔的摩皇家农场体育馆举行，但受2019冠狀病毒病疫情影響，该场馆取消了所有原定于5月份举行的比赛。WWE宣布赛事的同名梯子比赛会在位于康涅狄格州斯坦福的全球总部“巨人塔”举行，增设全新的“企业阶梯”噱头，同时比赛的名义公文包会悬挂在大楼楼顶的擂台上方。余下比赛在WWE表演中心举行。

## 制作

### 背景
公事包大戰（MITB）是世界摔角娱乐（WWE）自2010年以来制作的年度剧情向按次付费电视节目，一般在5月到6月举行。节目概念起源于WWE已有的合约阶梯赛梯子赛，比赛中多位摔角手使用梯子夺取悬挂在擂台上的公文包。公文包装着一份合约，保证获胜者在接下来一年中的任意时间进行一场世界冠军赛。男性摔角手赢得合约可以获得竞争RAW品牌WWE冠军或SmackDown品牌WWE环球冠军的比赛，女性摔角手可挑战Raw 女子冠军或SmackDown 女子冠军。2020年是合约阶梯赛系列的第11场比赛。

#### 受冠状病毒病疫情影响
和WWE自3月中旬以来的节目一样，2019冠状病毒病疫情给按此付费电视节目造成了重大影响。合约阶梯赛原计划宣布在巴尔的摩的皇家农场体育馆举行。然而，其所在的马里兰州3月30日发布居家令。4月5日播出的摔角狂热36第2部分的节目中，合约阶梯赛的宣传广告并未提到举办场馆。其后，皇家农场体育馆取消了所有赛事活动，开始发放退款。
一开始，WWE并不宣布比赛会换场地继续进行（例如自3月中旬以来举行WWE大部分节目的佛罗里达州奥兰多WWE表演中心），但到了4月17日的《SmackDown》上，官方宣布两场合约阶梯赛将在康涅狄格州斯坦福的WWE全球总部举行。比赛新增“企业阶梯”噱头，参赛者必须从大楼地面层一路前往屋顶，寻找悬挂在屋顶擂台上方的公文包。5月1日的《SmackDown》中，官方宣布男子和女子阶梯赛同时举行。
随着模式变革，参赛者数量也降到六人。自2018年的赛事起，男子和女子阶梯赛都有八个名额，由Raw和SmackDown两大品牌部门平分。其中阶梯赛于4月15日提前录制，其他比赛则在WWE表演中心现场直播。

### 剧情
节目包含由预先铺陈的剧情衍生的比赛，其中摔角手在安排好剧情的比赛中扮演正派、反派或角色性格难以区分的角色，在一场或一系列的比赛中制造紧张气氛和高潮。比赛由Raw和SmackDown品牌的WWE编剧事先决定，剧情则在WWE的周播电视节目《周一晚Raw》和《周五晚SmackDown》中产生。
在《超级对抗》中，“恶魔”布雷·外耶特将WWE 環球冠軍输给了戈柏，戈柏则在《摔角狂热36》第1部分节目中将冠军输给了布勞恩·史卓曼。在之后一期的《SmackDown》中，外耶特在史卓曼比赛后打断他，告知对方是他把他以及他的外耶特家族老友们带到WWE的。外耶特之后表示想把冠军赢回来，史卓曼接受挑战，比赛将在《合约阶梯赛》举行，外耶特需要抛开“恶魔”角色本色出战。
女子合约阶梯赛资格赛于4月13日《Raw》上打响。明日华、沙伊娜·巴斯勒与回归的妮娜·贾克斯分别击败鲁比·洛特、莎拉·罗根和凯莉·沙恩，赢得比赛资格。4月17日的《SmackDown》上，达娜·布鲁克击败娜奥米获得比赛资格。4月24日《SmackDown》上，蕾西·伊凡斯击败薩莎·班克斯获得资格。5月1日《SmackDown》上， 卡梅拉击败曼蒂·罗斯晋级。
男子合约阶梯赛资格赛于4月17日《SmackDown》打响，丹尼爾·布萊恩击败希薩羅晋级。4月20日《Raw》，阿莱斯特·布莱克、阿波罗·克鲁兹和雷·密斯特里歐分别击败奥斯汀·西奥里、蒙特爾·凡特維斯·波特和巴迪·莫菲赢得资格。4月24日《SmackDown》，国王科尔宾击败德鲁·古拉克晋级。4月27日，克鲁兹在全美冠军赛中对阵安德拉德时负伤，被迫退赛。5月1日的《SmackDown》中，奥蒂斯击败多夫·錫格勒晋级。5月4日《Raw》，A·J·史泰爾斯赢得“最后机会”（Last Chance）车轮战，赢得克鲁斯退赛空置的最终名额。
在《摔角狂热36》第2部分的SmackDown 女子冠軍五强淘汰赛中，由于其他选手一起施加双肩压力，塔米娜失去冠军，贝莉随后获得冠军。在随后的《SmackDown》中，塔米娜指出贝莉和那场比赛的其他选手事实上没有击败她，要求贝莉和她打一场争夺冠军的单打赛。贝莉同意，但条件是要击败她的朋友萨莎·班克斯，结果塔米娜在接下来一周的节目中的确击败了萨莎。
在《摔角狂热36》第1部分中，賽特·羅林斯击败凯文·欧文斯，而在第2部分的主战赛中，祖魯·麥金泰爾击败布洛克·雷斯納赢得WWE 冠軍。在4月13日的《Raw》中，罗林斯表示，自己输给了欧文斯，自己算复活升天了（指他的“周一晚救世主”綽號）。在之后的比赛中，罗林斯用战争踩踏（The Stomp）袭击了麦金太尔。在之后一个礼拜中，麦金太尔正式宣布在《合约阶梯赛》进行冠军赛，挑战罗林斯。他表示身为冠军，他必要面对最强者。罗林斯则指两人有共同之处，都曾任NXT冠軍，都在《摔角狂热》上击败雷斯纳（其中罗林斯有两次，一次是2015年《摔角狂热31》中当时叫WWE世界重量级冠军赛的WWE冠军赛，以及《摔角狂热35》）。罗林斯之后接受麦金太尔的挑战。
4月17日《SmackDown》一场SmackDown 雙打冠軍三重威胁赛中，新日组合的大E被杰伊·乌索（代表乌索兄弟）和卫冕冠军米兹（代表米兹和约翰·莫里森）击败。。次周，墨西哥摔角派对之家（大金属和林塞·多拉多）挑战新日组合，但被同样要挑战新日的米兹和约翰·莫里森出场打断。当天首次亮相《SmackDown》的遗忘之子（史蒂夫·库特尔（Steve Cutler）、杰克森·赖克和韦斯利·布莱克）表示他们会接管SmackDown的双打组合部门，说完便袭击了新日。次周，遗忘之子（库特尔和布莱克）击败新日组合（大E和科菲·京斯頓），该场比赛由米兹和莫里森解说。新日组合后来被安排在《合约阶梯赛》上与遗忘之子、米兹和莫里森和墨西哥摔角派对之家进行一场四强争霸双打赛。

## 战况
| 角色           | 名称                                        |
| -------------- | ------------------------------------------- |
| 英语解说       | 麥可·柯爾 (SmackDown)                       |
| 英语解说       | 蔻利·格瑞福斯 (SmackDown)                   |
| 英语解说       | 汤姆·菲利普斯 (Raw)                         |
| 英语解说       | 薩摩亞·喬 (Raw)                             |
| 英语解说       | 拜伦·萨克斯顿 (Raw)                         |
| 西班牙语解说   | 卡洛斯·卡布雷拉                             |
| 西班牙语解说   | 马塞洛·罗德里格斯                           |
| 擂台播报员     | 格雷格·汉密尔顿（Greg Hamilton）(SmackDown) |
| 擂台播报员     | 迈克·罗马 (Raw)                             |
| 裁判           | 达尼洛·安菲比奥（Danilo Anfibio）           |
| 裁判           | 肖恩·贝内特（Shawn Bennett）                |
| 裁判           | 杰西卡·海瑟                                 |
| 裁判           | 約翰·寇恩                                   |
| 裁判           | 丹·恩格勒                                   |
| 裁判           | 达里克·摩尔（Darrick Moore）                |
| 裁判           | 查得·巴顿（had Patton）                     |
| 裁判           | 罗德·扎帕塔（Rod Zapata）                   |
| 记者           | 查理·卡鲁索（Charly Caruso）                |
| 记者           | 凯拉·布拉克斯顿（Kayla Braxton）            |
| 记者           | 艾丽斯·阿什顿（Alyse Ashton）               |
| 暖场秀小组人员 | 斯科特·斯坦福                               |
| 暖场秀小组人员 | 彼得·罗森博格                               |
| 暖场秀特派员   | 蕾妮·扬                                     |
| 暖场秀特派员   | 布克·T                                      |
| 暖场秀特派员   | 約翰·萊菲爾德                               |

### 暖场秀
在合约阶梯赛暖场秀中，杰夫·哈迪面对塞萨罗。最终哈迪用镰月弯刀（Swanton Bomb）击败塞萨罗，赢得比赛。

### 预赛
正赛由一场SmackDown 雙打冠軍四强致命双打组合赛展开，现任冠军新日组合（大E和科菲·京斯頓)对阵米兹与约翰·莫里斯、 遗忘之子（The Forgotten Sons，史蒂夫·库特尔（Steve Cutler）、杰克森·布莱克和/或韦斯利·布莱克)和墨西哥摔角派对之家（Lucha House Party，大金属和林塞·多拉多)。比赛中，布莱克因干扰比赛被裁判罚出场。最终，大E用大终结技击败大金属，成功捍卫冠军
。
随后，R-Truth与MVP进行单打赛。Truth一开场便侮辱了MVP。鲍比·莱斯利随后进场打断，决定代替MVP对阵Truth，获得MVP同意。最终，莱斯利向Truth使出飞冲肩（Spear），赢得比赛。
之后是一场SmackDown 女子冠军赛，现任冠军贝莉在萨莎·班克斯的陪同下出场，对阵塔米娜。在比赛上半部分，贝利疯狂袭击塔米娜腿部。之后贝利到台下拿了一瓶水，喝了几口，就把水泼向塔米娜。塔米娜用金钩臂回击，又把她砸向了解说席。然后塔米娜成功施出萨摩亚炸弹摔，突然被萨沙冲击擂台干扰，贝莉抓住机会反击，用技巧压制三秒，成功捍卫冠军。赛后，塔米娜尝试第三次向贝莉施出萨摩亚炸弹摔，但被萨莎从后面偷袭打倒在地，又一次救了贝莉。
第四场比赛，布雷·外耶特挑战现任WWE 环球冠军布勞恩·史卓曼。比赛中，史卓曼占了上风。史卓曼打算在擂台外对付外耶特，外耶特避开他，史卓曼撞进解说席。之后外耶特占上风。外耶特向史卓曼施出灾难之吻（Sisiter Abigail），随后仅压制两秒。就在外耶特第二次施出灾难之吻时，史卓曼将其扭转为锁喉抛摔（Chokeslam）。之后史卓曼在擂台外使出怪兽抱摔（Running Powerslam）。比赛结束时，史卓曼戴上“黑羊面具”（是他在外耶特家族时期使用的噱头），和外耶特玩心理游戏。外耶特歇斯底里地笑了笑，让史卓曼以为他要重新加入外耶特家族，于是两人互相拥抱。然而，史卓曼将外耶特推开，摘下面具，施出怪兽抱摔，捍卫冠军。外耶特沮丧地坐在擂台角落时，黑衣恶魔（The Fiend）的镜头出现在画面中。
接着，现任WWE 冠军祖魯·麥金泰爾与賽特·羅林斯进行比赛。罗林斯使出上绳飞扑（Stomp），压制未成功。最终，罗林斯再度上绳飞扑，麦金泰尔头槌（Glasgow Kiss）反击。罗林斯用边绳反弹使出超级踢，但麦金泰尔也用边绳回弹，使出砍刀脚（Claymore Kick），成功压制三秒保住冠军。赛后，麦金泰尔想和罗林斯握手致意，罗林斯犹豫了片刻，最后伸出了手。

### 主战赛
主战赛的男女合约阶梯赛在WWE全球总部同时举行。女子组选手包括明日华、沙伊娜·巴斯勒、妮娜·贾克斯、达娜·布鲁克、蕾西·伊凡斯和卡梅拉，男子组选手包括奥蒂斯、丹尼爾·布萊恩、雷·密斯特里歐、阿莱斯特·布莱克、国王科尔宾和A·J·史泰爾斯。女子组比赛从一楼大堂开始，男子组比赛从健身房出发。摔角手们在大楼内的多个办公室和走廊内打斗，一路打到屋顶。雷尔路过洗手间时，看到了解完手出来的Brother Love。女子组选手跑出电梯后，小丑的扮演者出现。之后女选手们打进了合约阶梯赛主题会议室，布鲁克解开了挂在天花板的合约公文包，认为自己赢得了比赛。此时史蒂芬妮·麥馬漢出现，告诉她真正的公文包仍在屋顶。卡梅拉之后将一副海报砸在布鲁克头上，继续登顶。史泰爾斯在找雷尔，路上被送葬者的海报和一个放着一口棺材的黑色房间吓倒，回想起之前在摔角狂热36中输给了送葬者。就在史泰爾斯站在房门前，布莱克趁机把他推了进去，把门锁上。男子和女子的比赛大部分是分开的，但双方很快就来到了一大堆食物面前（除了明日花和史泰爾斯），遇到了正在享用自助餐的保羅·黑門。双方立刻爆发食物大战，巴斯勒用Kirifuda Clutch锁住雷尔，但被奥蒂斯冲过来撞了一下，两人把雷尔夹在家中。贾克斯和奥蒂斯相互凝视，准备干架，但最后还是分头离开了。奥蒂斯在食堂遇到了约翰·劳伦奈提斯，将一个派砸到了他脸上。而另一边，史泰爾斯和布莱恩打进了文斯·麥馬漢的办公室，麥馬漢把两人赶了出去，两人离开前还收拾了一下椅子。
明日花首先抵达屋顶，贾克斯和埃文斯紧随其后。三个人在擂台内外打来打去，最终明日华用一把铁梯砸倒贾克斯。明日华之后与埃文斯从梯子两侧登顶，埃文斯到了梯子顶部被明日华一把推倒，砸在贾克斯身上。最终，明日华推倒科尔宾，击退他的最后攻势，最终摘下公文包赢得冠军。之后奥蒂斯来到屋顶，布莱克、雷尔、史泰爾斯和布莱恩紧随其后，科尔宾将雷尔和布莱克扔出了屋顶。史泰爾斯现象飞肘（Phenomenal Forearm）击倒奥蒂斯，史泰爾斯和科尔宾趁机爬梯。两人一起抓下公文包后，陷入争抢。这时埃利亞斯出现，用吉他袭击了科尔宾。史泰爾斯从科尔宾手中夺走公文包，但手没有拿稳，甩给了奥蒂斯，奥蒂斯意外成为冠军。

## 赛后

### Raw
在比赛第二天的《Raw》中，Raw 女子冠军贝琪·林奇宣布怀孕休假。感到疑惑的明日华出场。林奇告诉她，由于她在女子组合约阶梯赛中赢得的，其实是Raw 女子冠军。说着她打开公文包，里面果然装着冠军腰带。林奇让明日华“成为一名勇士，因为我要当一名妈妈了”，透露自己临时休产假，暂时放弃冠军头衔。因此，明日华成为WWE第二位女子大满贯冠军和第三位女子三冠王。

### SmackDown
比赛过后的《SmackDown》中，合约阶梯赛冠军奥蒂斯作客米兹电视（MizTV），受到米兹和约翰·莫里森取笑他和曼蒂·罗斯的关系。之后米兹和莫里森要和他打一场双打赛，但由于奥蒂斯的双打搭档图克未能上场，奥蒂斯必须另外找一位搭档。当天晚些时候，奥蒂斯找来了环球冠军布劳恩·史卓曼搭档，在双打赛中成功击败米兹和莫里森。赛后，罗斯上场与奥蒂斯庆祝，同时分散了史卓曼的注意力，好让奥蒂斯兑现合约公文包。奥蒂斯很想做，但没有兑现，他向史卓曼表示自己“不过是开玩笑”。

## 结果
| 序号                                         | 结果 | 比赛类型                             | 时长  |
| -------------------------------------------- | --- | ------------------------------------ | ----- |
| 1P                                           | 傑夫·哈迪 击败 希薩羅 | 单打赛                               | 13:30 |
| 2                                            | 新日组合（大E和科菲·京斯頓) (c) vs. 米兹与约翰·莫里斯 vs. 遗忘之子（The Forgotten Sons，史蒂夫·库特尔（Steve Cutler）、杰克森·布莱克和/或韦斯利·布莱克) vs. 墨西哥摔角派对之家（Lucha House Party，大金属和林塞·多拉多) | SmackDown 雙打冠軍四强致命双打组合赛 | 12:00 |
| 3                                            | 鮑比·萊士利 击败 MVP | 单打赛                               | 1:40  |
| 4                                            | 贝莉 (c，萨莎·班克斯陪同) 击败 塔米娜 | SmackDown 女子冠軍赛                 | 10:30 |
| 5                                            | 布勞恩·史卓曼 (c) 击败 布雷·外耶特 | WWE 環球冠軍赛                       | 10:55 |
| 6                                            | 祖魯·麥金泰爾 (c) 击败 賽特·羅林斯 | WWE 冠軍单打赛                       | 19:20 |
| 7                                            | 明日华 击败 沙伊娜·巴斯勒、妮娜·贾克斯、达娜·布鲁克、蕾西·伊凡斯、卡梅拉 | 女子合约阶梯赛梯子赛                 | 22:00 |
| 8                                            | 奥蒂斯 击败 丹尼爾·布萊恩、雷·密斯特里歐、阿莱斯特·布莱克、国王科尔宾、A·J·史泰爾斯                                                                                                  | 男子合约阶梯赛梯子赛                 | 27:15 |
| - (c) – 冠军持有者 - P – 比赛在暖场秀中 举行 | |                                      |       |